# Érik a gyümölcs (film)
Az Érik a gyümölcs (eredeti cím: The Grapes of Wrath) egy 1940-es John Ford által rendezett amerikai filmdráma. A történet alapjául John Steinbeck azonos című Pulitzer-díjas regénye szolgált. A filmet hét Oscar-díjra jelölték, melyből kettőt sikerült megnyernie.
1989-ben az Amerikai Egyesült Államok Nemzeti Filmmegőrzési Bizottsága beválasztotta a filmet a Nemzeti Filmarchívumba.

## Történet
|  | Alább a cselekmény részletei következnek! |

A történet azzal kezdődik, hogy a '30-as években, a nagy gazdasági világválság idején Tom Joad (Henry Fonda) kiszabadul a börtönből, és hazafele stoppol családja farmjára Oklahomába. Találkozik az ex-vándorprédikátor Jim Casyvel (John Carradine), aki az út szélén egy fa alatt üldögél. Casy régen Tomot is megkeresztelte, de most elvesztette hitét. Casy Tommal tart, de a Joad farm lakatlanul fogadja őket. Csak a bujkáló Muleyt (John Qualen) találják rajta, akitől megtudják, hogy az egész terület farmerei feladni kényszerültek farmjaikat a föld tulajdonosaival szemben. Ezután Tom és Casy megtalálják a Joad családot Tom nagybátyjának házában. A család boldog, hogy Tom újra köztük van, és azt tervezik, hogy Kaliforniába utaznak, hogy hasonló munkát keressenek. A 12 tagú család útnak indul Casyvel együtt, mindenüket egy régi, agyonhasznált Hudson sedanba pakolnak, és nekivágnak az ígéret földjének.
A 66-os főúton keresztül vezető kimerítő utazás hamar megkéri az árát. Az öreg és gyengélkedő nagyapa meghal az autóban. Az út szélén temetik el az idős férfit. Előtte még Tom a családi Bibliából kitép egy lapot, ráírja a halál körülményeit és a holttestre helyezi, hogy véletlenül se kezdjenek el feltételezett gyilkosság miatt nyomozni a hatóságok. Egy táborban parkolnak le, ahol találkoznak egy Kaliforniából visszatérő bevándorlóval, aki kineveti a családfő Mr. Joad (Russell Simpson) optimizmusát, és keserűen számol be a Nyugaton szerzett tapasztalatairól. Később megérkeznek az első bevándorlótáborba munkásoknak, ahol csak éhezéssel, állástalansággal és csalódott utazókkal találkoznak.
Ezután a Keene Ranch nevű táborba kerülnek. Egy mezőn kezdenek el dolgozni egy vállalatnak, de ráeszmélnek hogy a cég boltjában nagyon magasak az élelmiszer árak, és csak az az egyedüli bolt van a környéken. Később találkoznak egy sztrájkoló csoporttal, és Tom többet akar megtudni róluk. Ezért elmegy a gyűlésükre az erdőbe Casyvel. A gyűlést viszont felfedezik és az egyik táborőr megöli Casyt. Tom próbálja megvédeni barátját, így véletlenül megöli a támadó őrt, amikor visszavág neki.

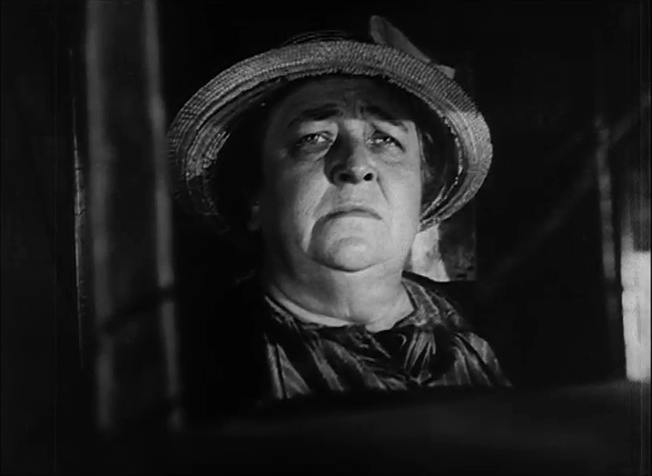
Jane Darwell

Az összecsapás alatt Tom csúnya arcsérülést szenved, és tudja hogy az őröknek így nem lesz nehéz azonosítani őt. Azon az estén a családja a furgon ülése alá bujtatta, mialatt az őrök társuk gyilkosát keresték a táborban. A család végül sikeresen el tudja hagyni a Keene Ranchet. Csak egy kis utat tesznek meg, és egy domb tetején állnak meg, miután felforr az autó motorvize. Fényeket látnak a dombról, és végül leereszkednek. Kiderül, hogy a fények egy táborból jönnek, melyet a Mezőgazdasági Minisztérium működtet. Miután Tom több tábort is megjárt, és szemtanuja volt több dolognak, felvázolja hogyan fogja folytatni Casy küldetését harcolva egy szociális reformért. Elhagyja a családját, hogy egy olyan mozgalomhoz csatlakozhasson, mely a szociális igazságért munkálkodik.

## Szereposztás
| Színész          | Karakter      | Magyar hang   |
| ---------------- | ------------- | ------------- |
| Henry Fonda      | Tom Joad      | Kertész Péter |
| John Carradine   | Jim Casy      | Kristóf Tibor |
| Jane Darwell     | Mrs. Joad     | Fónay Márta   |
| Charley Grapewin | Joad nagyapa  | Komlós András |
| Zeffie Tilbury   | Joad nagymama | ?             |
| Frank Darian     | John Joad     | ?             |
| O. Z. Whitehead  | Al Joad       | ?             |
| Frank Sully      | Noah Joad     | ?             |
| Darryl Hickman   | Winfield Joad | ?             |
| Shirley Mills    | Ruthie Joad   | ?             |
| John Qualen      | Muley Graves  | ?             |

További magyar hangok: Ádám Zsolt, Balázs Péter, Dobránszky Zoltán, Gyukár Tibor, Horkai János, Jani Ildikó, Kenderesi Tibor, Nagy Gábor, Sándor Böske, Szabó Ottó, Vadai Viktória, Vajda László, Verebes Károly

## A film háttere
Roger Ebert filmkritikus és forgatókönyvíró szerint azért a producer Darryl F. Zanuck és a rendező John Ford lett kiválasztva a filmhez, mert politikailag mindketten konzervatív nézeteket vallottak. Zanucknak nem is tetszett az eredeti regény baloldalisága, főleg a vége.
A forgatás 1939. október 4-én kezdődött és november 16-án ért véget. A premier pedig 1940. január 24-én volt New Yorkban, majd három napra rá Los Angelesben.
A filmet Sztálin betiltotta a Szovjetunióban azzal az indokkal, hogy még a legszegényebb amerikaiak is megengedhettek maguknak egy autót a filmben.

## Díjak, jelölések
- Oscar-díj (1941)
  - díj: legjobb rendező – John Ford
  - díj: legjobb női mellékszereplő – Jane Darwell
  - jelölés: legjobb film – 20th Century Fox
  - jelölés: legjobb férfi főszereplő – Henry Fonda
  - jelölés: legjobb forgatókönyv – Nunnally Johnson
  - jelölés: legjobb vágó – Robert L. Simpson
  - jelölés: legjobb hang – Edmund H. Hansen
- National Board of Review (1940)
  - díj: legjobb film – 20th Fox Century

## Fordítás
Ez a szócikk részben vagy egészben  a   The Grapes of Wrath című angol Wikipédia-szócikk fordításán alapul.  Az eredeti cikk szerkesztőit annak laptörténete sorolja fel. Ez a jelzés csupán a megfogalmazás eredetét és a szerzői jogokat jelzi, nem szolgál a cikkben szereplő információk forrásmegjelöléseként.